# Женская сборная Азербайджана по футболу (до 17 лет)
Женская юниорская сборная Азербайджана по футболу (U-17) — юниорская женская футбольная сборная, представляющая Азербайджан на чемпионатах Европы и мира среди девушек не старше 17 лет. Собирается под руководством Ассоциации Футбольных Федераций Азербайджана .

## Чемпионаты Европы
| Сезон     | Этап                          | Игр | Пб | Нч | Пр |
| --------- | ----------------------------- | --- | -- | -- | -- |
| 2007/2008 | Первый квалификационный раунд | 3   | 1  | 0  | 2  |
| 2008/2008 | Первый квалификационный раунд | 3   | 0  | 1  | 2  |
| 2011/2012 | Первый квалификационный раунд | 3   | 0  | 0  | 3  |
| 2012/2013 | Первый квалификационный раунд | 3   | 1  | 0  | 2  |
| 2012/2013 | Второй квалификационный раунд | 6   | 1  | 0  | 2  |

## Матчи юниорской сборной
Последние матчи сборной:
| Дата            | Турнир             | Место проведения | Соперник          | Итог |
| --------------- | ------------------ | ---------------- | ----------------- | ---- |
| 7 августа 2013  | ЧЕ первый кв.раунд |                  | Казахстан         | 2:0  |
| 12 августа 2014 | Товарищеский матч  | Эстония          | Фарерские острова | 0:1  |
| 13 августа 2014 | Товарищеский матч  | Эстония          | Турция            | 0:2  |
| 15 августа 2014 | Товарищеский матч  | Эстония          | Эстония           | 3:1  |
| 3 сентября 2014 | Товарищеский матч  | Молдова          | Молдова           | 5:2  |
| 5 сентября 2014 | Товарищеский матч  | Молдова          | Молдова           | 4:0  |